# Христо Танушев
Христо Трайчев Танушев е български офицер, полковник и революционер, войвода на Върховния македоно-одрински комитет.

## Биография
Христо Танушев е роден на 8 октомври 1877 година в село Крушево, Османската империя. В 1894 година завършва мъжка гимназия в София и Военното училище в 1900 година. Постъпва на служба в Българската армия. Присъединява се към ВМОК. В 1902 година, в навечерието на Горноджумайското въстание излиза в редовен полагаем отпуск, а след изтичането му подава заявление за излизане в запас (26 февруари 1903 – 18 октомври 1904) и участва във въстанието като войвода на чета. Заедно с други чети се сражава в Рила в боя при село Бистрица.
Войвода е и в Илинденско-Преображенското въстание през лятото на 1903 година. На 7 юни 1903 година съединените чети на войводите Христо Танушев, Атанас Тешовски, Димитър Кашиналията, Георги Спанчовалията и Стоян Филипов, водят сражение с турски армии при връх Голеш (Валовищко). На 30 август участва в Боя при оброчището „Света Троица“, а на 1 септември 1903 година и в боя при село Пирин.
През военната си кариера служи в 5-а сборна пионерна дружина и 1-ва пионерна дружина.
През Балканската война (1912 – 1913) е командир Първа рота на Шеста пионерна дружина. В Люлебургаско-Бунархисарската операция е ранен и награден с орден „За храброст“.
През Първата световна война (1915 – 1918) отново е ранен тежко и е произведен в чин майор. По-късно е началник на автомобилния транспорт в 1-ва армия. Като майор и командир на дружина от 5-и пехотен македонски полк за бойни отличия през войната е награден с Военен орден За храброст III степен, ІІ клас. На 20 март 1919 година е уволнен от служба.

През 40-те години на XX век Христо Танушев е вече полковник от запаса и е подпредседател на Илинденската организация и редактор на „Илюстрация Илинден“. В 1941 година е председател на Крушевското благотворително братство. На 4 май 1943 година в село Баница произнася тържествена реч по повод годишнината от смъртта на Гоце Делчев: 
| „ | Сестри и братя! в продължение на десет години Гоце, нашият другар, броди из родни предели, изора дълбоко народната нива, подбра семето, засе я, поникна, даде изобилен плод, който храброто българско войнство пожъна, прибра плода в родната съкровищница – хамбаря, а сега на вас, мили деца, предаваме това съкровище. Бъдете готови с цената на живота си, ако стане нужда да го запазите по примера на нашия водач. | “ |

Христо Танушев умира на 21 април 1953 година в София.

## Военни звания
- Подпоручик (1900)
- Поручик (27 септември 1904)
- Капитан (1908)
- Майор (14 февруари 1911)
- Подполковник (27 февруари 1918)
- Полковник

## Награди
- Военен орден „За храброст“ III степен, 2-ри клас (1917)